# Železniční viadukt ve Smržovce
Železniční viadukt ve Smržovce na trati Liberec–Tanvald byl vystavěn v letech 1893 až 1894 italskými mostními staviteli. Do provozu byl uveden 11. října 1894. Při jeho stavbě byla použita jizerská žula. První oprava viaduktu byla provedena v roce 2008. Ta zahrnovala odizolování zdiva proti průsakům a opravu prasklin pomocí injektáže a umístění skruží. Viadukt je tvořen devíti oblouky a jeho celková délka včetně opěr je 123,5 metru. Vlastní přemostění je 116,5 metru a maximální výška je 26,5 metru. Volná výška nad terénem je 23,25 metru, výška oblouku nad silnicí je 21,4 metru a nad vodotečí 23,5 metru. Šířka mostu v kolejovém loži je pak 4,9 metru. Viadukt byl postaven v oblouku o poloměru 1 800 metrů.